# Please Don't Drag That String Around
Please Don't Drag That String Around ("Por favor no arrastres esa cadena alrededor") es una canción del género rock and roll y pop compuesta por Otis Blackwell & Windfield Scott y que se convirtió en un uno de los éxitos de Elvis Presley al editarse a través de RCA como disco simple junto a la popular  (You’re The) Devil In Disguise.   El disco está certificado como disco de oro por la RIAA en 1992.
El disco sencillo ya había sido premiado con un disco de oro por RCA en vida de Elvis, motivo por el cual la canción Please Don't Drag That String Around fue incorporada al álbum compilado Elvis' Gold Records Volume 4. en 1968. Sin embargo, el sencillo volvería a certificarse durante la auditoría de la RIAA de las ventas de discos de Elvis a lo largo de su carrera, en 1992 el organismo certificó de manera póstuma a Presley con 110 discos de oro y platino, la mayor entrega de premios en oro y platino en la historia de la música,  La canción en solitario ingresó a la lista de Rate Your Music en 1963 alcanzando el puesto # 21. 

## Grabación
Elvis registró la canción en el legendario Estudio B de la RCA en Nashville, Tennessee, el 26 de mayo de 1963, horas antes de grabar  (You’re The) Devil In Disguise.   Presley escogió la toma número seis para la confección del máster. Para las sesiones de grabación Elvis dispuso de varios guitarristas de sesión además del omnipresente Scotty Moore.

### Músicos
- Elvis Presley - voz
- Scotty Moore, Grady Martin, Harold Bradley y Jerry Kennedy - guitarras
- Bob Moore - bajo
- D.J. Fontana y Buddy Harman - batería
- Floyd Cramer - piano
- Boots Randolph . saxofón, xilófono y maracas
- Millie Kirkham, y The Jordanaires - coros

## Letra
La lírica presenta la historia de un joven que siente un nivel de dependencia extremo con su pareja, a la que a la vez que acusa de manejarlo como si fuese una simple marioneta, reconoce que no puede vivir sin ella y que, del otro lado de la cadena que ella lleva, está sujeto su corazón. Él manifiesta la imposibilidad de su propia persona para obrar por si mismo ya que siente que está bajo un control total por parte de ella.

| You like to keep me Dangling on a string 'Cause you know without you My life don't mean a thing Yes, I'm your puppet My heart is in your hand One twist of the wrist And I'll jump to your command | Te gusta tenerme Colgando de una cuerda Porque sabes que sin ti Mi vida no significa nada Sí, soy tu marioneta Mi corazón está en tu mano Un giro de muñeca Y saltaré a tus órdenes |

## Listas
| Listas (1963)   | Posición alcanzada |
| --------------- | ------------------ |
| Rate Tour Music | 21                 |